# Zdeněk Hölzel
Zdeněk Hölzel (* 20. května 1947, Praha) je český architekt a urbanista. Vystudoval Fakultu architektury Českého vysokého učení technického v Praze (1965–1971) a poté pražskou Akademii výtvarných umění (1971–1972). V roce 1991 spoluzaložil s architekty Janem Kerelem a Irenou Hölzelovou atelier AHK Architekti.

## Odborná a profesní činnost
- 1971–1972 Družstvo architektů, ateliér A13
- 1972–1977 Projektový ústav Českého svazu výrobních družstev, Brno
- 1977–1989 Pražský projektový ústav, Praha
- 1990 dvě architektonické kanceláře, Austrálie (Daryl Jackson, Melbourne; Mitchell/Giurgola/Thorp, Canberra)
- 1991 vlastní atelier AHK

## Dílo
Vlastní realizace
- 1972 rodinný dům v Turnově
- 1974 Vazárna věnců Praha 3, U nákladového nádraží
- 1996 hrobka Václava Havla
- 2021 rodinný dům ve Slivenci

Projekty a realizace ve spolupráci s architektem Janem Kerelem
- 1975 prodejna AKVA Praha 2, Náměstí I. P. Pavlova
- 1977 – 1989 sídliště Nový Barrandov, Praha 5 - Hlubočepy
- 1991 Zlatnictví Gold Praha 1, Dlouhá
- 1993 rekonstrukce a dostavba Bergrova domu v Praze 1, Vodičkova
- 1993 rekonstrukce školy Praha 1, Mikulandská
- 1993 rekonstrukce a dostavba hotelu Maximilián v Praze 1, Haštalské náměstí
- 1996 Palác Myslbek v Praze 1, Na Příkopě
- 1997 rekonstrukce a dostavba Paláce Teta, Praha 1, Jungmannova
- 1998 bytový dům Praha 12, Semická ulice
- 1999 integrovaný dům, Praha 5, Högerova
- 1999 bytový areál Cibulka, Praha
- 1999 bytový dům, Praha 5, Pod Hybšmankou
- 2001 obytné domy Cibulka
- 2001 budova České pojišťovny na Pankráci
- 2001 obytný dům Panorama, Barrandov, Trnkovo nám.
- 2002 sídlo ateliéru AHK, Praha 5, Pod Radnici
- 2002 Pomník obětem komunismu, Praha 1, Újezd
- 2002 Hotel Mercure, Praha 1, Na Poříčí
- 2002 Hotel Ibis, Smíchov
- 2003 rezidenční čtvrť Hvězdárna, Velká Chuchle
- 2004 rezidenční čtvrť BOTANICA
- 2005 bytový dům KASKÁDY III Barrandov
- 2005 Západní Město Praha - Stodůlky, urbanismus
- 2006 administrativní budova Gate, Smíchov
- 2007 Palác Křižík, Smíchov
- 2007 budova České pojišťovny na Pankráci
- 2007 Nová Harfa – bytový areál Pod Harfou
- 2008 Rodinné domy Slivenec Za Fořtem
- 2009 Západní město – domy B, náměstí Junkových

Realizace po odchodu architekta Jana Kerela z AHK
- 2013 budova Komerční Banky Západní město - nám. Junkových
- 2014 budova Vodafone – Západní město, nám. Junkových
- 2019 Palác Green Point, Smíchov

Projekty
- 1974 Go-buňko – futuristická vize stavění
- 1996 Ocelové prostorové jednotky
- 1987 – 1989 projekt Čs. Velvyslanectví, Vietnam, Hanoj
- 1988 vítězná soutěž na Palác Myslbek pro ČSOB
- 1989 Ubytovna Kepler pro MZV
- 1991 hotel Semiramis, Karlovy Vary
- 1999 bydlení Kavčí Hory
- 2001 rezidenční čtvrť Vidoule
- 2003 bydlení, Bašť u Prahy
- 2021 Kříženeckého náměstí Praha 5
- 2021 Trafoklubovna Na Habrové, Praha 5

## Ocenění
- 1988 1. cena (první) soutěž na proluku Myslbek pro ČSOB, Praha 1, Na Příkopě
- 1992 1. cena (druhá) soutěž na proluku Myslbek, Palác, Praha 1, Na Příkopě
- 2000 1. cena (první) soutěž na Pomník obětem komunismu, Na Újezdě
- 2018 cena Jože Plečnika